# Zamkowski Wierch
Zamkowski Wierch lub Martoszka (1187 m) – wypiętrzenie na grzbiecie Romanki w Beskidzie Żywiecko-Orawskim (Grupa Lipowskiego Wierchu i Romanki), znajdujące się pomiędzy przełęczą Pawlusia (1176 m) a Romanką (1366 m). Właściwie nie jest to szczyt, a tylko wypiętrzenie grzbietu. Wschodnie stoki opadają do doliny potoku Sopotnia i są w górnej części trawiaste (Hala Łyśniowska), stoki zachodnie opadają do doliny Żabniczanki i są porośnięte lasem, ale niżej znajduje się na nich Hala Wieprzska.
Pierwotna nazwa szczytu to Martoszka, taką nazwę podawał bowiem już Andrzej Komoniecki (1658–1728), autor „Chronografii albo Dziejopisu Żywieckiego. Taką nazwę podaje też mapa Compassu i przewodnik Beskid Żywiecki. Jednak w państwowym rejestrze nazw geograficznych jest to Zamkowski Wierch, taką też nazwę podają mapy Geoportalu. Przez Zamkowski Wierch biegnie granica między miejscowościami Żabnica (stok zachodni) i Sopotnia Wielka (stok wschodni) – obydwie w województwie śląskim, w powiecie żywieckim.

## Szlaki turystyczne
Wschodnimi stokami Martoszki prowadzi znakowany szlak turystyczny. W kierunku wschodnim, w dół można też nieznakowaną drogą zejść do doliny Sopotni Wielkiej, którą prowadzi inny (niebieski) szlak.
 Romanka – przełęcz Pawlusia – hala Rysianka